# Vittorio Faustini
Vittorio Faustini (Terni, 24 marzo 1862 – Terni, 21 gennaio 1917) è stato un politico italiano, sindaco di Terni dal 1905 al 1914.

## Biografia
Esponente di una famiglia tradizionalmente repubblicana e risorgimentale, dell'alta borghesia cittadina, e strettamente imparentato con le famiglie nobili di Terni, Vittorio Faustini era figlio di Pietro Faustini e di Zenobia Romani e nipote di Bernardino Faustini già sindaco di Terni, all'indomani dell'Unità d'Italia. Vittorio Faustini fu l'ultimo ed il meno noto degli esponenti della famiglia Faustini che ebbero cariche pubbliche a Terni all'indomani dell'Unità d'Italia. Si dedicò in molteplici attività pubbliche ed alla gestione della propria azienda agricola. Fu sindaco di Terni dal 1905 al 1914. Durante la sindacatura di Vittorio Faustini avvengono forti scontri tra la classe operaia e la dirigenza delle acciaierie di Terni, che culminarono con nota serrata del 1907. La vertenza riguardava i diritti essenziali: orari, condizioni di lavoro, infortunati che venivano mandati a casa perché non più “abili e remunerativi” per l’azienda e Vittorio Faustini si pose come intermediario tra le istanze padronali e gli operai. Fu, come tradizione di famiglia, repubblicano. Ebbe come fratello Francesco Faustini, eletto al parlamento nazionale nel 1909 (XIII e XIV legislatura).